# Allorchestes wladimiri
Allorchestes wladimiri är en kräftdjursart. Allorchestes wladimiri ingår i släktet Allorchestes och familjen Hyalellidae. Inga underarter finns listade i Catalogue of Life.